# Armand Alexandre Emmanuel d'Hautefort
Armand Alexandre Emmanuel d'Hautefort (ou de Hautefort), est un général de brigade français. Né le 5 mai 1823, à Saint-Laurent-sur-Manoire en (Dordogne), il est le fils du Armand-Joseph-Camille marquis d'Hautefort, inspecteur des postes à Périgueux puis à Nancy et d'Anne-Laure de Bertin. Il est mort à Paris le 28 octobre 1903.
Il épousa le 28 janvier 1869, Virginie-Augustine-Valentine Lemercier de Maisoncelle-Verthille de Richemond.

## Carrière et états de service
Ancien élève de Saint Cyr (1842-1844), dont il sort 130e sur 292, il est nommé sous-lieutenant le 1er octobre 1844 au 4e Cuirassiers, avant d'être affecté à l'école de Cavalerie de Saumur dont il sort 2e sur 40. À sa sortie de Saumur, il est affecté en octobre 1846, au 11e Chasseurs.
- lieutenant le 15 mars 1849, comme lieutenant en second au 11e régiment de chasseurs à cheval, il en fait est détaché comme instructeur à l'École de cavalerie (Saumur) de janvier 1850 à octobre 1851.
- capitaine instructeur au 5e régiment de chasseurs à cheval le 10 mai 1852, avant d'être nommé au même poste au régiment des Dragons de l'Impératrice de la Garde Impériale en juin 1856. Capitaine commandant un escadron des Dragons de l'Impératrice en mai 1858, il fait la campagne d'Italie en 1859 avec ce régiment.
- Chef d'escadrons, le 12 août 1862 au 1er régiment de lanciers puis du 9e régiment de chasseurs à cheval, nommé lieutenant-colonel le 5 août 1869, au 10e régiment de chasseurs à cheval, il participe aux opérations de Rome en 1869. il part avec son régiment à l'armée du Rhin et prit part aux opérations autour de Metz, où il fut fait prisonnier à la capitulation de la ville.
- Nommé colonel du 5e régiment de hussards, le 7 septembre 1873 alors en garnison à Lyon, avant partir avec son régiment en Algérie, à Alger et Orléansville.
- Promu général de brigade, le 22 septembre 1881, commandant la 7e brigade de cavalerie du VIIe corps à Gray, jusqu'au 5 mai 1885, avant de passer dans la section de réserve.

## Décorations
- chevalier de la Légion d'honneur, le 26 décembre 1864
- officier de la Légion d'honneur, le 6 février 1877
- commandeur de la Légion d'honneur, le 2 mai 1889
- médaille commémorative de la campagne d'Italie
- chevalier de l'ordre militaire de Savoie (1861)
- commandeur de l'ordre de Saint Grégoire le Grand (1869)

## Sources et bibliographies
- Castillon de Saint Victor, Historique du 5e régiment de hussards, Paris, éd. Lobert & Pierson, 1889, 210 p.